# Bad Wünnenberg
Bad Wünnenberg település Németországban, azon belül Észak-Rajna-Vesztfália tartományban. Lakosainak száma 12 546 fő (2023. december 31.). Bad Wünnenberg Borchen, Lichtenau, Salzkotten, Marsberg, Brilon és Büren községekkel határos.

## Népesség
A település népességének változása:
| Lakosok száma | 9092 | 12 112 | 12 223 | 12 177 | 12 202 | 12 341 | 12 546 |
|               | 1975 | 2014   | 2017   | 2019   | 2021   | 2022   | 2023   |